# Hypseocharis tridentata
Hypseocharis tridentata là một loài thực vật có hoa trong họ Mỏ hạc. Loài này được Griseb. mô tả khoa học đầu tiên năm 1877.